# Deutscher Filmpreis 2024

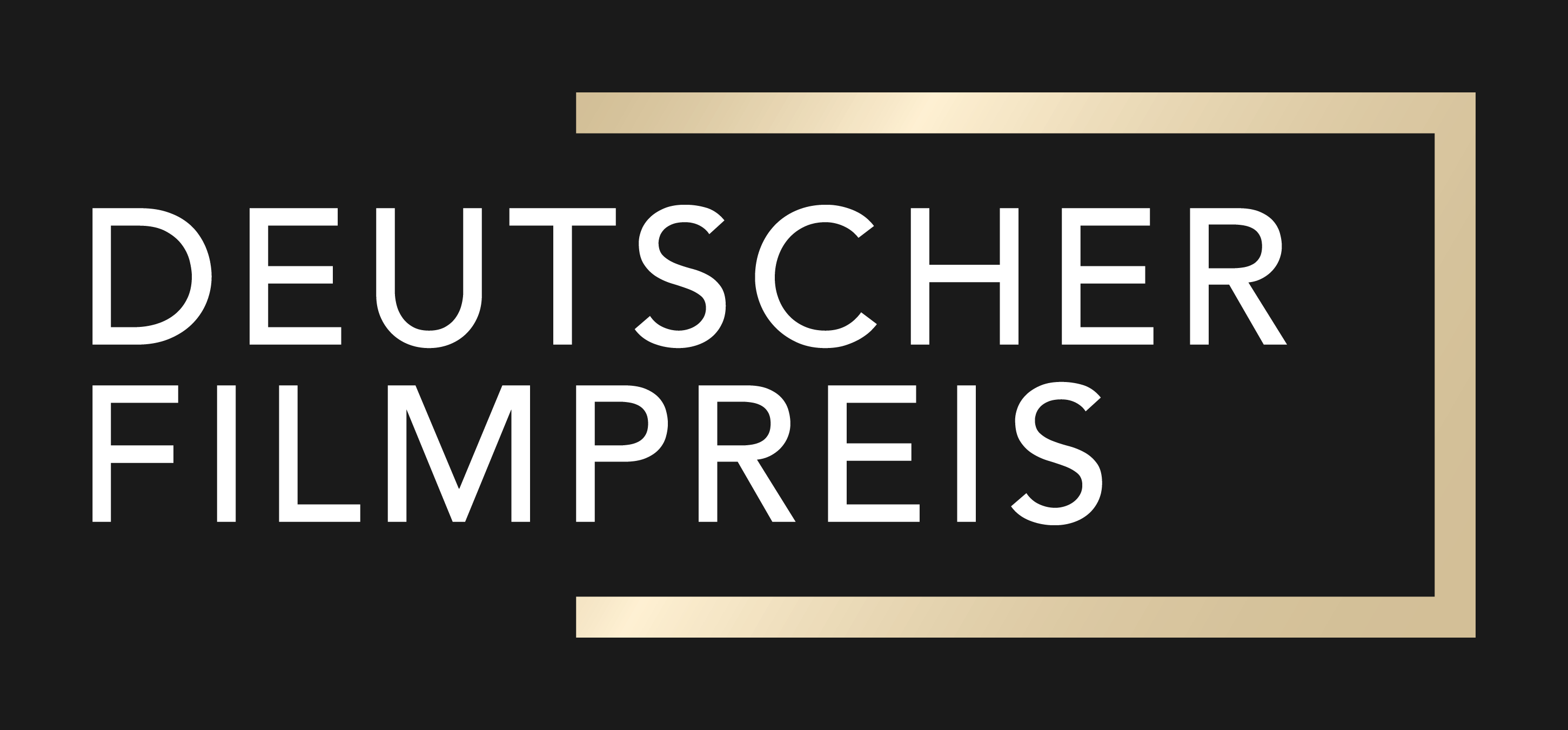
Logo des Deutschen Filmpreises seit 2019

Die 74. Verleihung des Deutschen Filmpreises (Lola) fand am 3. Mai 2024 in Theater am Potsdamer Platz in Berlin statt. Die über 2200 Mitglieder zählende Deutsche Filmakademie ehrte dabei die aus ihrer Sicht besten Filme und Filmschaffenden mit Auszeichnungen in 17 Kategorien. Zusätzlich wurden ein Ehren- und ein Sonderpreis vergeben.

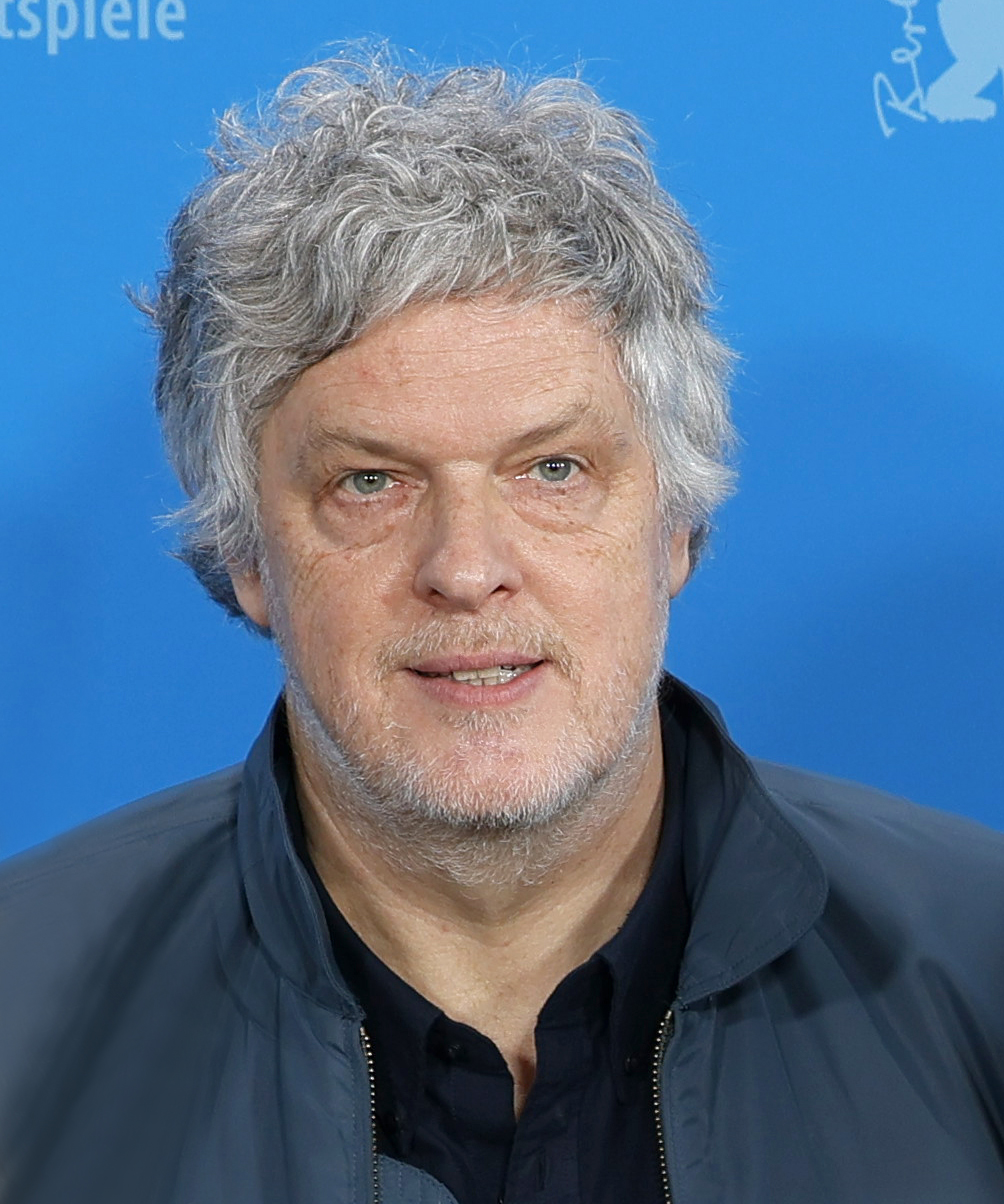
Matthias Glasner, Regisseur des preisgekrönten Films Sterben

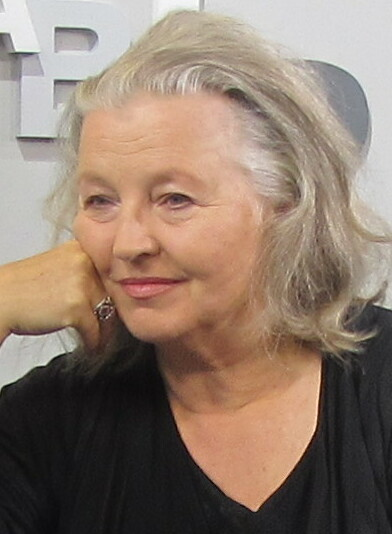
Ehrenpreisträgerin Hanna Schygulla

Die Nominierungen waren am 19. März 2024 bekanntgegeben worden. Als Favorit in die Preisverleihung ging Matthias Glasners Familiendrama Sterben, das in vier von neun Kategorien siegreich war (Filmpreis in Gold – Bester Spielfilm, Hauptrolle – Corinna Harfouch, Nebenrolle – Hans-Uwe Bauer, Filmmusik). Dahinter folgten mit je drei Ehrungen der Thriller Im toten Winkel von Ayşe Polat (Filmpreis in Bronze – Bester Spielfilm, Regie und Drehbuch) und das Historiendrama Die Theorie von Allem von Timm Kröger (Kamera/Bildgestaltung, Szenenbild und visuelle Effekte).
Im Vorfeld war der Ehrenpreis Hanna Schygulla zuerkannt worden. Die deutsche Schauspielerin war Gründungsmitglied der Deutschen Filmakademie und wurde in der Vergangenheit mehrfach mit dem Filmpreis ausgezeichnet.

## Hintergrund
| Film                     | N | A   |
| ------------------------ | - | --- |
| Sterben                  | 9 | 4   |
| Die Theorie von Allem    | 6 | 3   |
| Der Fuchs                | 5 | 02* |
| Girl You Know It’s True  | 4 | 2   |
| Ein ganzes Leben         | 4 | 0   |
| Stella. Ein Leben.       | 4 | 0   |
| Im toten Winkel          | 3 | 03* |
| 15 Jahre                 | 3 | 1   |
| Sieben Winter in Teheran | 2 | 2   |
| Elaha                    | 2 | 0   |
| Leere Netze              | 2 | 0   |

Nachdem es bei der Verleihung 2023 aufgrund der Nichtberücksichtigung von Christian Petzolds Spielfilm Roter Himmel zu teils heftiger Kritik am Auswahlprozess gekommen war, änderte die Deutsche Filmakademie ihr Verfahren. So fiel 2024 die erste Stufe des bislang dreistufigen Auswahlverfahrens weg, das eine Vorauswahl der Produktionen durch eine Kommission vorsah. Alle Mitglieder der Deutschen Filmakademie wählten damit die Nominierungen für den besten Spiel- und Kinderfilm direkt aus allen eingereichten Beiträgen aus. In einem zweiten Schritt stimmten alle Mitglieder über die Preisträger in den verschiedenen Kategorien ab. Laut Angaben der Filmakademie war bereits im Herbst 2022 mit der Ausarbeitung eines neuen Wahlverfahrens begonnen worden, das zu ihrem 20. Geburtstag in Kraft trat.
Teilnahmeberechtigt für die Preisverleihung waren alle deutschen Spiel-, Kinder- und Dokumentarfilme, die zwischen dem 1. Dezember 2022 und dem 2. Mai 2024 im Kino starten sowie den weiteren Regularien zum Auswahlverfahren entsprachen. Fristende für eine Einreichung war der 12. Oktober 2023.
Die Verleihung wurde von der Deutschen Filmakademie Produktion GmbH produziert. Die künstlerische Leitung übernahmen der Regisseur Lars Jessen und die Autorin Samira El Ouassil. Als Gastgeber durch den Abend führten die Schauspieler Jasna Fritzi Bauer, Margarita Broich, Gizem Emre, Ivy Quainoo und Jürgen Vogel sowie die Moderatoren Tobias Krell und Aurel Mertz. Eine Ausstrahlung erfolgte live in der ARD Mediathek sowie zeitversetzt im linearen Fernsehen (Das Erste). Das Konzept sah vor, die Preisverleihung kürzer als üblich zu veranstalten. Deshalb startete Jürgen Vogel parallel als selbsternannter „Hausmeister der Zeit“ zu Beginn des Abends den ebenfalls mit der Lola ausgezeichneten 162-minütigen Spielfilm Toni Erdmann, der als Referenz für die Länge der Veranstaltung herhalten sollte. Neben einer Live-Band (Mark Tavassol mit seiner Band Gloria) war eine Bartheke mit Hockern auf der Bühne aufgebaut, an der die Gastgeber verweilten und Vogel auf einem kleinen Bildschirm Toni Erdmann verfolgte.
Während der Preisverleihung hielt die Holocaust-Überlebende Margot Friedländer einen Appell für gesellschaftliches Miteinander. Auch riefen in diesem Zusammenhang einige der Gastgeber die Zuschauer dazu auf, ihre Stimmen bei der diesjährigen Europawahl und den folgenden Landtagswahlen in Deutschland abzugeben.

## Preisträger und Nominierungen

### Bester Spielfilm
| Auszeichnung        | Filmtitel       | Produktion                                    |
| ------------------- | --------------- | --------------------------------------------- |
| Filmpreis in Gold   | Sterben         | Jan Krüger, Ulf Israel und Matthias Glasner   |
| Filmpreis in Silber | Der Fuchs       | Hana Geißendörfer, Malte Can und Gerrit Klein |
| Filmpreis in Bronze | Im toten Winkel | Mehmet Aktaş                                  |

- außerdem nominiert:
  - Elaha – Produktion: Matthias Greving
  - Ein ganzes Leben – Produktion: Timm Oberwelland, Theodor Gringel und Dieter Pochlatko
  - Die Theorie von Allem – Produktion: Heino Deckert und Viktoria Stolpe

### Bester Dokumentarfilm
Sieben Winter in Teheran – Produktion: Melanie Andernach und Knut Losen, Regie: Steffi Niederzoll
- nominiert:
  - Anselm – Produktion: Karsten Brünig, Regie: Wim Wenders
  - Vergiss Meyn Nicht – Produktion: Melanie Andernach und Knut Losen, Regie: Fabiana Fragale, Kilian Kuhlendahl und Jens Mühlhoff

### Bester Kinderfilm
Sieger sein – Produktion: Sonja Schmitt, Christoph Daniel und Marc Schmidheiny
- nominiert:
  - Checker Tobi und die Reise zu den fliegenden Flüssen – Produktion: Fidelis Mager und Oliver Gernstl

### Beste Regie
Ayşe Polat – Im toten Winkel
- nominiert:
  - Matthias Glasner – Sterben
  - Timm Kröger – Die Theorie von Allem

### Bestes Drehbuch
Ayşe Polat – Im toten Winkel
- nominiert:
  - Matthias Glasner – Sterben
  - Adrian Goiginger – Der Fuchs

### Beste weibliche Hauptrolle
Corinna Harfouch – Sterben
- nominiert:
  - Hannah Herzsprung – 15 Jahre
  - Bayan Layla – Elaha

### Beste männliche Hauptrolle
Simon Morzé – Der Fuchs
- nominiert:
  - Lars Eidinger – Sterben
  - Marc Hosemann – Sophia, der Tod und ich

### Beste weibliche Nebenrolle
Adele Neuhauser – 15 Jahre
- nominiert:
  - Barbara Philipp – Sprich mit mir
  - Marie-Lou Sellem – Knochen und Namen

### Beste männliche Nebenrolle
Hans-Uwe Bauer – Sterben
- nominiert:
  - Christian Friedel – 15 Jahre
  - Robert Gwisdek – Sterben

### Beste Kamera/Bildgestaltung
Roland Stuprich – Die Theorie von Allem
- nominiert:
  - Yoshi Heimrath und Paul Sprinz – Der Fuchs
  - Lotta Kilian – Luise

### Bester Schnitt
Nicole Kortlüke – Sieben Winter in Teheran
- nominiert:
  - David J. Achilles – Falling into Place
  - Heike Gnida – Sterben

### Beste Tongestaltung
Michael Schlömer, Corinna Fleig und Tobias Fleig – The Dive
- nominiert:
  - Bahman Ardalan, Ansgar Frerich und Florian Beck – Leere Netze
  - Max Vornehm, Christof Ebhardt und Christian Bischoff – Ein ganzes Leben

### Beste Filmmusik
Lorenz Dangel – Sterben
- nominiert:
  - John Gürtler, Jan Miserre featuring Saba Alizadeh – Leere Netze
  - Diego Ramos Rodríguez – Die Theorie von Allem

### Bestes Szenenbild
Cosima Vellenzer und Anika Klatt – Die Theorie von Allem
- nominiert:
  - Albrecht Konrad, Ellen Somnitz und Ruth Barbara Wilbert – Stella. Ein Leben.
  - Jurek Kuttner, Marcel Beranek, Hanna Bowe und Bernadette Weinzierl – Ein ganzes Leben
  - Heike Lange und Alexandra Pilhatsch – Girl You Know It’s True

### Bestes Kostümbild
Ingken Benesch – Girl You Know It’s True
- nominiert:
  - Tanja Hausner – Die Herrlichkeit des Lebens
  - Thomas Oláh – Stella. Ein Leben.

### Bestes Maskenbild
Alisza Pfeifer und Christina Baier – Girl You Know It’s True
- nominiert:
  - Kerstin Gaecklein, Heiko Schmidt und Lisa Becker – Stella. Ein Leben.
  - Helene Lang – Ein ganzes Leben

### Beste visuelle Effekte
Kariem Saleh und Adrian Meyer – Die Theorie von Allem
- nominiert:
  - Marco Del Bianco und Benedict Neuenfels – Stella. Ein Leben.
  - Manfred Büttner – Der Fuchs
  - Juri Stanossek, Apollonia Hartmann und Jan Burda – Girl You Know It’s True

### Besucherstärkster Film
Die drei ??? – Erbe des Drachen – Justyna Muesch, Quirin Berg, Max Wiedemann, Tim Dünschede

### Ehrenpreis
Hanna Schygulla, deutsche Schauspielerin

## Laudatoren
Chronologische Reihenfolge der Programmpunkte und auftretenden Laudatoren beziehungsweise Künstler:
| Programmpunkt                             | Laudatoren/Künstler |
| ----------------------------------------- | --- |
| Eröffnungsmonolog                         | Jürgen Vogel, musikalische Darbietung: Ivy Quainoo                                                                              |
| Männliche Hauptrolle                      | Margarita Broich und Jasna Fritzi Bauer                                                                                         |
| Tongestaltung                             | Tobias Krell und Aurel Mertz |
| Maskenbild                                | Gizem Emre und Ivy Quainoo |
| Kamera/Bildgestaltung                     | Jasna Fritzi Bauer und Gizem Emre                                                                                               |
| Drehbuch                                  | Margarita Broich und Jasna Fritzi Bauer                                                                                         |
| Weibliche Nebenrolle                      | Aurel Mertz und Ivy Quainoo |
| Appell für gesellschaftliches Miteinander | u. a. Wim Wenders |
| Schnitt                                   | Jasna Fritzi Bauer und Tobias Krell                                                                                             |
| Besucherstärkster Film                    | Andreas Fröhlich, Oliver Rohrbeck und Jens Wawrczeck sowie Gizem Emre                                                           |
| Kinderfilm                                | Aurel Mertz |
| Ehrenpreis                                | Dieter Kosslick |
| Kostümbild                                | Aurel Mertz und Ivy Quainoo |
| Visuelle Effekte                          | Tobias Krell |
| Männliche Nebenrolle                      | Leonie Benesch |
| In Memoriam                               | Tobias Krell, musikalische Begleitung: Kat Frankie mit dem Lied „Bodies“                                                        |
| Szenenbild                                | Gizem Emre |
| Regie                                     | İlker Çatak |
| Weibliche Hauptrolle                      | Sandra Hüller |
| Filmmusik                                 | Jürgen Vogel |
| Spielfilm                                 | Florian Gallenberger, Alexandra Maria Lara und Claudia Roth (Vorstellung der nominierten Beiträge durch das Gastgeber-Ensemble) |